# Dimitri Radchenko
Pour les articles homonymes, voir Radchenko.
Dimitri Leonidovitch Radchenko (en russe : Дмитрий Леонидович Радченко), né à Léningrad le 2 décembre 1970, est un footballeur russe au poste d'attaquant. Après 2 sélections avec l'équipe d'URSS en 1990, il a connu 33 sélections en équipe de Russie et a marqué 9 buts entre 1992 et 1996. Il a notamment participé à la coupe du monde 1994.

## Palmarès
Spartak Moscou
- Champion de Russie en 1992 et 1993.
- Vainqueur de la Coupe d'Union soviétique en 1992.

 Deportivo La Corogne
- Vainqueur de la Supercoupe d'Espagne en 1995.

 Júbilo Iwata
- Champion du Japon en 1999.